# Amar después de amar
Amar después de amar, abreviado como ADDA es una telenovela argentina grabada íntegramente en resolución 4K. Protagonizada por Mariano Martínez, Isabel Macedo, Eleonora Wexler y Federico Amador. Coprotagonizada por Michel Noher y Manuela Pal. Antagonizada por Gastón Ricaud, Maxi Ghione, Roberto Vallejos, Brenda Gandini y la primera actriz Virginia Lago. También, contó con las actuaciones especiales de Claudio Rissi y Marita Ballesteros. Y las actuaciones juveniles de Delfina Chaves, Franco Masini, Manuel Ramos y Camila Mateos. Se estrenó el 23 de enero de 2017 con un índice de audiencia de 12.3 puntos logrando ganarle a su competencia, Quiero vivir a tu lado de El Trece).
Semanalmente también se emitió por la web una serie derivada llamada La búsqueda de Laura con historias contadas por la mujer del principal investigador, Laura Eyzaguirre de Godoy, relacionadas con la novela pero que aparecen muy vagamente en la trama principal.

## Sinopsis
El accidente de una pareja en la ruta abre decenas de interrogantes. El cuerpo de la mujer ha desaparecido. El hombre permanece en estado de coma. La identidad de ambos revela un secreto: no eran esposos, eran amantes.
Tres años antes, una amistad entre dos matrimonios se vuelve antesala de aquel amor prohibido. Raquel (Isabel Macedo) y Damián (Federico Amador), acomodados empresarios pesqueros, conocen a Carolina (Eleonora Wexler) y Santiago (Mariano Martínez), una joven ama de casa y su marido, un trabajador de la construcción en vías de expansión.
El cambio de colegio de los hijos adolescentes de ambos provoca el cruce de sus vidas. No saben que el encuentro de familias despertará la inevitable relación entre Carolina y Damián.
Una historia en dos tiempos. El amor secreto de los amantes en el pasado. Y el dolor de los engañados en el presente, que culminará siendo una gran historia de amor.

## Elenco
- Mariano Martínez como Santiago Alvarado
- Isabel Macedo como Raquel Judith Levin
- Eleonora Wexler como Carolina Fazzio (†)
- Federico Amador como Damián Kaplan (†)
- Virginia Lago como Myriam Cohen
- Manuela Pal como Laura Eyzaguirre
- Michel Noher como Detective Emerterio Godoy
- Maximiliano Ghione como Fiscal Isaac Roth
- Gastón Ricaud como Andrés Kaplan
- Claudio Rissi como Comisario Antonio Valente
- Marita Ballesteros como Azucena
- Brenda Gandini como Alina Cifuentes (†)
- Franco Masini como Nicolás Alvarado
- Delfina Chaves como Mía Kaplan
- Camila Mateos como Lola Alvarado
- Manuel Ramos como Federico Kaplan
- Roberto Vallejos como Vicente Fazzio
- Germán de Silva como Pedro Cárcamo
- Hernán Jiménez como Amílcar «Mocheta» Villoldo
- Liliana Cuomo como Jovita
- Agustín Vera como Gustavo «Bebo» Correa
- Cala Zavaleta como Cynthia Levin
- Macarena Suárez como Luz Novikov
- Federico Tassara como Benjamín Alvarado
- Santiago Pedrero como Kevin
- Juan Bautista Greppi como Juan Wright
- Dana Basso como Alicia De Felipe
- Silvia Geijo como Rosa
- Lucrecia Gelardi como Lisa
- Jorge Prado como José «El Sarro» Miguet (†)
- Adrián Ero como Pehuén «El Guacho» Bazán
- Luli Torn como Catalina Bacci
- Pablo Bellini como Jesús Novikov
- Gastón Re como Conrado
- Alejandro Zebe como Samuel «Sammy» Roth (†)
- Malena Figo como Gabriela Calabrese
- Pablo Novak como Cristian Issel
- Agustín Sullivan como Brian

## Recepción

### Audiencia
En las 70 emisiones que tuvo al aire en la pantalla de telefe, logró un promedio de 12.1 puntos.[cita requerida] Su pico lo alcanzó el 25 de enero y 6 de febrero, cuando alcanzó 14.6 puntos, mientras que su medición más baja fue de 9.2 puntos, el 27 de febrero.

### Premios y nominaciones
| Lista de premios y nominaciones | Lista de premios y nominaciones | Lista de premios y nominaciones             | Lista de premios y nominaciones   | Lista de premios y nominaciones | Lista de premios y nominaciones |
| Año                             | Organización                    | Categoría                                   | Nominado/a (s)                    | Resultado                       | Ref(s)                          |
| ------------------------------- | ------------------------------- | ------------------------------------------- | --------------------------------- | ------------------------------- | ------------------------------- |
| 2017                            | Premios Tato                    | Mejor ficción diaria de drama               | Amar después de amar              | Nominado                        | [ 2 ]                           |
| 2017                            | Premios Tato                    | Mejor actriz protagónica en ficción diaria  | Eleonora Wexler                   | Ganadora                        | [ 2 ]                           |
| 2017                            | Premios Tato                    | Mejor dirección de ficción                  | Miguel Colom y Pablo Vásquez      | Nominados                       | [ 2 ]                           |
| 2017                            | Premios Tato                    | Mejor guion original de ficción             | Gonzalo Demaría y Erika Halvorsen | Nominados                       | [ 2 ]                           |
| 2017                            | Premios Tato                    | Mejor ficción corta - Cable / Web           | La búsqueda de Laura              | Ganador                         | [ 2 ]                           |
| 2018                            | Premios Martín Fierro Digital   | Mejor ficción                               | La búsqueda de Laura              | Ganadora                        | [ 3 ]                           |
| 2018                            | Premios Martín Fierro           | Mejor ficción diaria                        | Amar después de amar              | Nominado                        | [ 4 ]                           |
| 2018                            | Premios Martín Fierro           | Mejor actor protagonista de ficción diaria  | Federico Amador                   | Nominado                        | [ 4 ]                           |
| 2018                            | Premios Martín Fierro           | Mejor actriz protagonista de ficción diaria | Eleonora Wexler                   | Nominado                        | [ 4 ]                           |
| 2018                            | Premios Martín Fierro           | Mejor autor / libretista                    | Erika Halvorsen y Gonzalo Demaría | Nominado                        | [ 4 ]                           |

## Serie derivada

### La búsqueda de Laura
Se trataba de una serie web de 18 capítulos con contenidos originales, que semanalmente daban a conocer diferentes puntos de vista de la trama principal. La Búsqueda de Laura estuvo disponible en Telefe.com y Mi Telefe. En cada episodio se conocía una nueva pista dentro de su investigación y cada seguidor tenía la posibilidad de elegir cómo disfrutar la historia.
Laura (Manuela Pal) está devastada por la pérdida de su tercer embarazo. El inspector Godoy (Michel Noher) quiere impedir que su mujer siga sufriendo, le pide que lo ayude a resolver el caso de Carolina Fazio. Tras el accidente, el cuerpo de Carolina no aparece y esto le llama la atención a Laura quien comienza a involucrarse e inicia una investigación paralela con la ayuda de su amigo Kevin (Santiago Pedrero). Basándose en su intuición de escritora, vuelca en un blog la apasionante historia de los amantes.

## Comercialización

### Emisión internacional
- Chile: Chilevisión (2017)[5]
- Uruguay: Monte Carlo TV (2018)
- Estados Unidos: Univision (2017-2018)[6]
- Bulgaria: Diema Family
- Medio Oriente: Eagle Films
- Vietnam: Phu Thai Media
- Bolivia: Red ATB (2020).

### Adaptaciones internacionales
En México, Televisa realizó una adaptación de esta historia en el 2017 bajo el título Caer en tentación protagonizada por Silvia Navarro, Gabriel Soto, Adriana Louvier y Carlos Ferro, con la participación antagónica de Arath de la Torre, bajo la producción de Giselle González.
En Líbano realizaron en el año 2018 la adaptación en árabe titulada como Tango (التانغو) con 30 episodios en total. La producción estuvo a cargo de Eagle Films con un elenco integrado por actores reconocidos del país.
En España, Antena3 produjo en 2018 El nudo. La producción estuvo a cargo de Atresmedia Televisión y fue protagonizada por Natalia Verbeke, Cristina Plazas, Miquel Fernández y Oriol Tarrasón.
En Portugal, la productora Plural estrenó en 2019 la adaptación portuguesa para el canal TVI bajo el título Amar depois de amar. Está protagonizada por Pedro Lima, Dina Félix da Costa, Felipe Vargas, Maria João Pinho, Pedro Teixeira y Fernanda Serrano.